# Luboš Ondráček
Luboš Ondráček (* 15. září 1960 Brno) je český herec. Jeho manželkou je herečka Leona Ondráčková.
Během dospívání působil v amatérském divadle Svatoboj. V roce 1983 vystudoval činoherní herectví na Janáčkově akademii múzických umění v Brně. Po absolutoriu hrál nejprve v letech 1983–1984 v Satirickém divadle Večerní Brno, posléze v Severomoravském divadle Šumperk. Šest let strávil v angažmá v ostravském Divadle Petra Bezruče. V roce 1992 se vrátil do Brna. Mezi lety 2010 a 2014 působil v činohře Národního divadla Brno.
V roce 1986 hrál v seriálu Ostrov jistoty, v průběhu následujících let i v dalších televizních projektech. Představil se v celovečerním filmu Sedmé nebe. Po roce 1990 ale působil před kamerou ojediněle. Od 90. let 20. století se věnuje také dabingu, jako herec i režisér. Mezi jeho spjaté herce patří Bruno F. Apitz (např. Policie Hamburk), dále namlouval např. Roberta Beltrana v seriálu Star Trek: Vesmírná loď Voyager. Jako režisér vytvořil české znění například pro seriály Dům loutek, Frasier či Koroner.